# خالد الهزاع
خالد الهزاع (انگلیسی: Khaled Al-Hazaa؛ زادهٔ ۲ دسامبر ۱۹۷۱) یک ورزشکار اهل عربستان سعودی است.
از باشگاه‌هایی که در آن بازی کرده‌است می‌توان به باشگاه فوتبال النصر عربستان سعودی و تیم ملی فوتبال عربستان سعودی اشاره کرد.
وی همچنین در تیم‌های ملی فوتبال Saudi Arabia under-20 عربستان سعودی بازی کرده است.